# An Elephant on Their Hands
An Elephant on Their Hands è un cortometraggio muto del 1912 diretto da Frederick A. Thomson.

## Produzione
Il film fu prodotto dalla Vitagraph Company of America.

## Distribuzione
Distribuito dalla General Film Company, il film - un cortometraggio in una bobina - uscì nelle sale cinematografiche statunitensi il 16 ottobre 1912 mentre nel Regno Unito fu distribuito il 6 febbraio 1913.